# 高爾基站
高爾基站（羅馬化：Gorkovskaya）是聖彼得堡地鐵莫斯科－彼得格勒線的一個車站。車站開通於1963年7月1日，站名來自高爾基大道。車站的設計風格也紀念了這位作家。2008年10月，高爾基站暫時關閉，經過了14個月的大修之後在2009年12月重新開放。